# Tomaspisina rubromarginata
Tomaspisina rubromarginata är en insektsart som beskrevs av Nast 1950. Tomaspisina rubromarginata ingår i släktet Tomaspisina och familjen spottstritar. Inga underarter finns listade i Catalogue of Life.